# Kodomo no Omocha

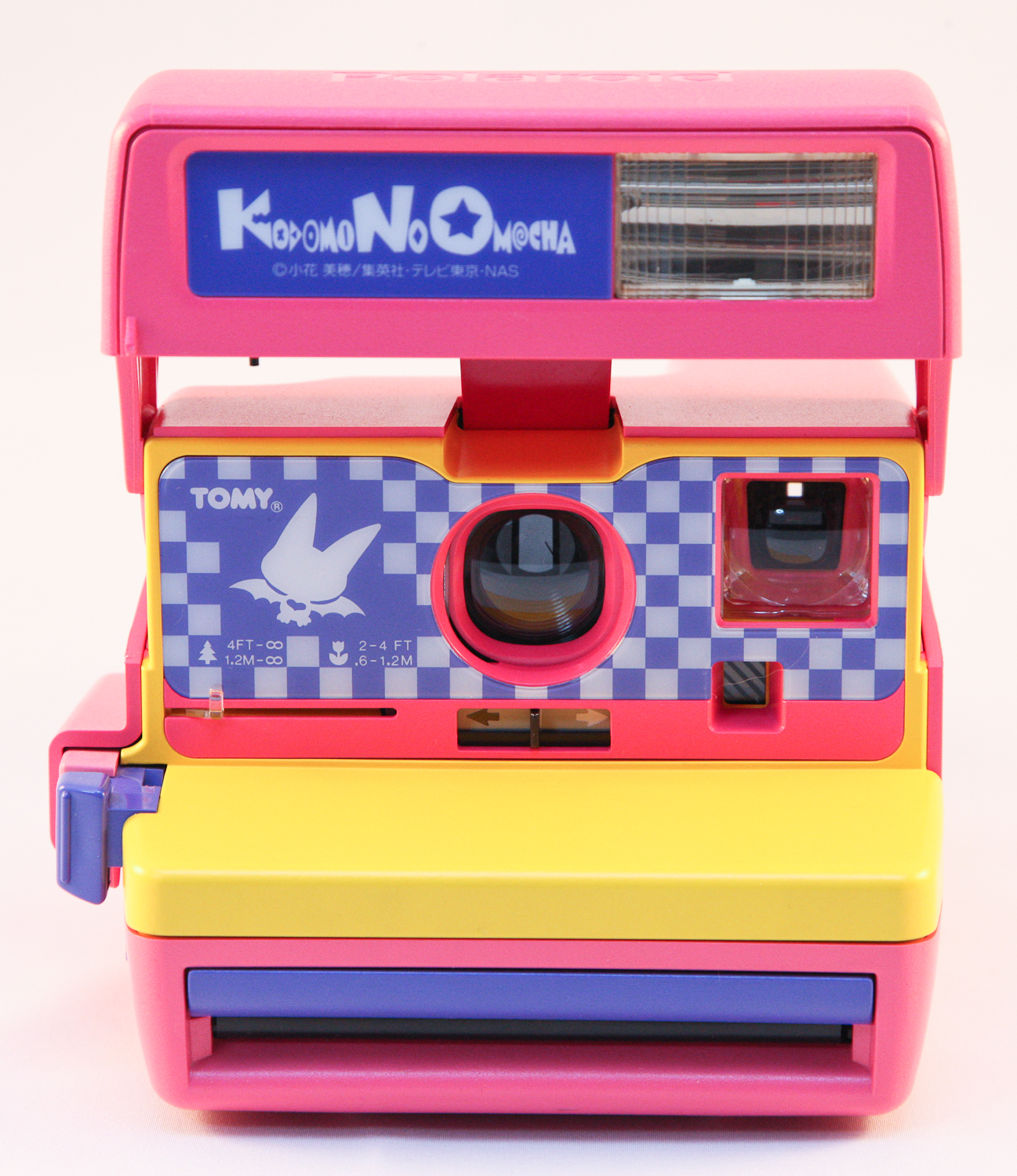
Polaroid-Sofortbildkamera im Kodomo no Omocha-Design

Kodomo no Omocha (jap. こどものおもちゃ, Kinderspielzeug), auch unter dem Kurztitel Kodocha bekannt, ist eine abgeschlossene Manga-Serie der japanischen Zeichnerin Miho Obana, die auch als Anime-Serie umgesetzt wurde. Sie ist dem Shōjo-Genre zuzuordnen und weist sowohl witzige als auch ernsthafte Momente auf.

## Handlung
Sana Kurata wird von einer berühmten Schriftstellerin adoptiert und alleine großgezogen. Sie tritt bereits als Fünfjährige im angesehenen Theater Komawari und in zahlreichen Werbespots auf. Schließlich wird sie durch die Hauptrolle in der Kinderserie Kodomo no Omocha zum Kinderstar und erhält Angebote für mehrere Filme.
Jedoch ärgert sich Sana ständig über einen Jungen namens Akito Hayama, der in ihre Grundschulklasse geht und dort alle Jungen dazu anstiftet, Blödsinn zu treiben, die Lehrer zu tyrannisieren und die Mädchen zu ärgern. Es kommt zu einer Auseinandersetzung zwischen Akito und Sana. Am Ende hat Sana die Fäden in der Hand und es entwickelt sich eine Freundschaft zwischen den beiden. Doch als Sana und Akito auf die Mittelschule kommen, werden Akito und Sanas Freundin Fuuka plötzlich ein Paar. Währenddessen war Sana zu den Dreharbeiten eines Spielfilms in den Bergen, in dem sie zusammen mit Naozumi Kamura, ebenfalls Jungschauspieler mit einem ähnlichen Schicksal wie Sana, die Hauptrolle spielt. Bei ihrer Rückkehr bemerkt Sana ihre wahren Gefühle für Hayama.
Als die beiden nach einer Verkettung von Zufällen doch zueinander finden, wird Akito von einem Jungen (Komori) mit einem Messer angegriffen und ist dem Tode nah. Er kann gerettet werden, allerdings ist seine rechte Hand dauerhaft gelähmt. Akitos Vater, der einen guten Arzt in Amerika ausfindig gemacht hat, will mit Akito und seiner Schwester Natsumi für mehrere Jahre nach Los Angeles ziehen.

## Veröffentlichungen

### Manga
Kodomo no Omocha erschien in Japan von 1994 bis 1998 in Einzelkapiteln im Manga-Magazin Ribon des Shūeisha-Verlags. Diese Einzelkapitel wurden auch in insgesamt zehn Sammelbänden zusammengefasst.
Auf Deutsch wurde die Manga-Serie von Februar 2003 bis Juni 2004 vollständig bei Egmont Manga und Anime (EMA) veröffentlicht.

### Anime
Studio Gallop produzierte zum Manga eine 102-teilige Anime-Serie, die von April 1996 bis März 1998 auf dem japanischen Fernsehsender TV Tokyo ausgestrahlt wurde.

## Auszeichnungen
Der Manga gewann 1998 den Kodansha-Manga-Preis in der Kategorie Shōjo.